# Hugo Borges
Hugo Miguel Reia Vinagre Almeida Borges (3 de maio, 1984) é um futebolista de Portugal.

## Carreira
Em 2001, ele jogam com o clube Casa Pia até 2007, onde o clube vai fazer um mau ano que vem em 12º lugar da III Divisão Série E. Em 2007, ele assinou com o Olivais e Moscavide, onde será o segundo goleiro do clube. Em 2009, ele assinou com o Atlético, onde é o segundo goleiro do clube.

## Títulos

### Casa Pia
- Vencedor da III Divisão - Série E : 2003/04